# 2-アミノムコン酸セミアルデヒド
2-アミノムコン酸セミアルデヒド (2-aminomuconic semialdehyde) は、トリプトファンの代謝生成物の一つ。